# Línea 129 (TUZSA)
La línea 129 fue una línea regular diurna de los Transportes Urbanos de Zaragoza (TUZSA). Realizaba el recorrido comprendido entre la Plaza San Francisco y la Plaza Mozart en la ciudad de Zaragoza (España). La línea se clausuró por la fusión entre las líneas 129 y 142 haciendo las líneas circulares Ci1 y Ci2.